# شیدا جاهد

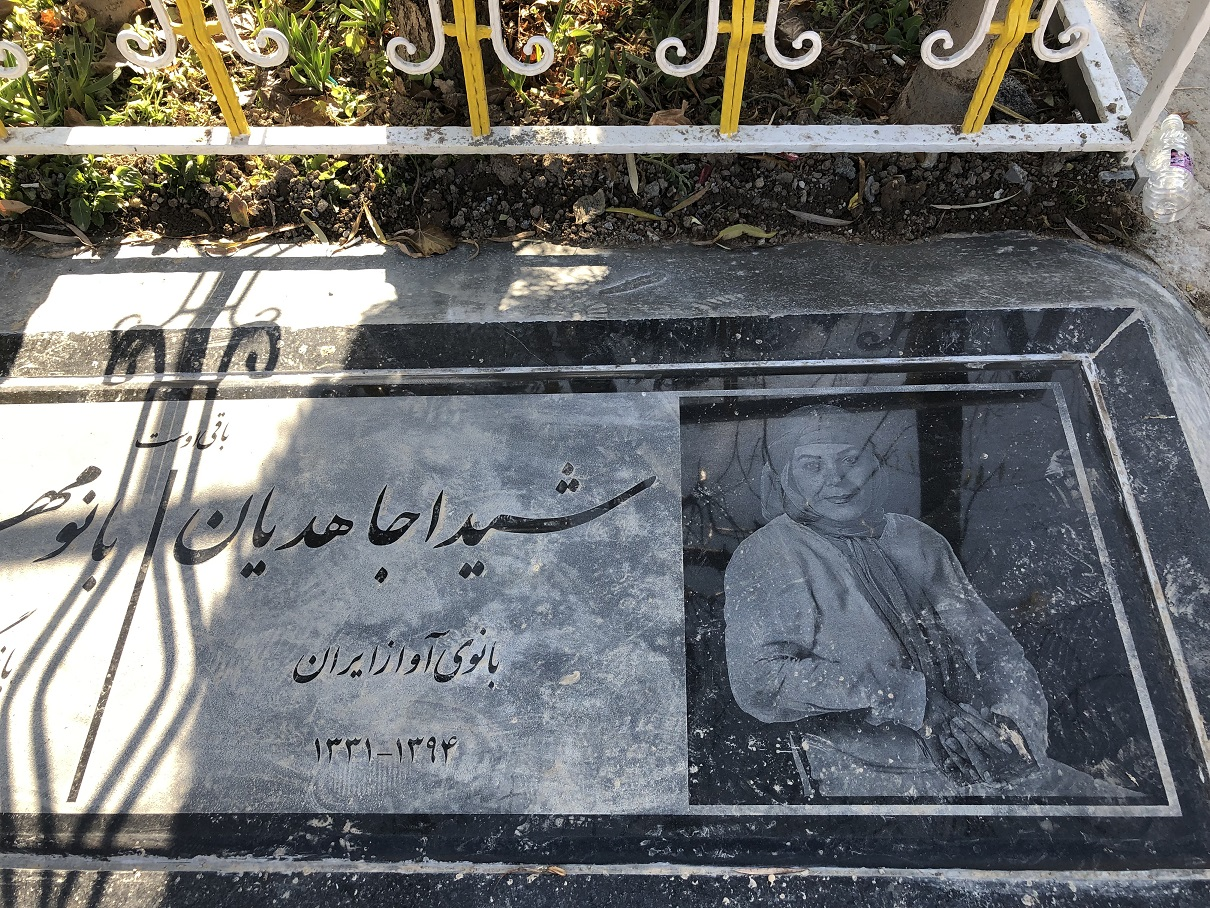

شیدا جاهد با نام اصلی امجدالملوک جاهدیان (درگذشتهٔ ۹ اسفند ۱۳۹۴) خوانندهٔ پیشکسوت موسیقی سنتی اهل کشور ایران بود. وی همسر مسعود جاهد، از نوازندگان فلوت است. شیدا جاهد از بنیان‌گذاران «گروه موسیقی کرشمه» بود.

## آثار
آلبوم‌های منتشرشده به صورت همخوانی با همسرش:
- در فکر تو بودم
- پنجره باز می‌شود
- کوچه‌های بی‌نشان
- خسته‌ام از این کویر (این آلبوم پس از انتشار از بازار جمع‌آوری و ممنوع اعلام شد)

## درگذشت
شیدا جاهد در شامگاه ۶ اسفند ۱۳۹۴ بر اثر بیماری سرطان در بیمارستان لالهٔ تهران به کما رفت و در تاریخ ۹ اسفند ۱۳۹۴ درگذشت. پیکر او در ۱۲ اسفند ۱۳۹۴ پس از تشییع، در قطعه هنرمندان بهشت زهرا وکنار مهری مهرنیا خاکسپاری شد.